# Pugny-Chatenod
Pugny-Chatenod är en kommun i departementet Savoie i regionen Auvergne-Rhône-Alpes i sydöstra Frankrike. Kommunen ligger i kantonen Aix-les-Bains-Nord-Grésy som tillhör arrondissementet Chambéry. År 2022 hade Pugny-Chatenod 1 060 invånare.

## Befolkningsutveckling
Antalet invånare i kommunen Pugny-Chatenod
| Referens: INSEE |